# James Galloway (Filmeditor)
James Galloway (* 16. Februar 1928; † 13. November 1996) war ein US-amerikanischer Filmeditor, der sowohl fürs Kino als auch fürs Fernsehen arbeitete.

## Leben und Karriere
James Galloway begann seine Laufbahn als Editor Ende der 1960er Jahre mit der Betreuung verschiedener Episoden beim Fernsehen. Für Hall Bartletts Kinoproduktion Die Möwe Jonathan in der Besetzung James Franciscus, Juliet Mills und Philip Ahn erhielt er 1974 zusammen mit Frank P. Keller eine Oscar-Nominierung in der Kategorie Bester Schnitt. Von Ende der 1970er Jahre an arbeitete er als Editor für zahlreiche Fernsehfilme, Fernsehminiserien und TV-Serien. Darunter für populäre Serien wie Lou Grant oder Remington Steele.
Neben seiner Oscar-Nominierung war James Galloway in seiner Karriere als Editor für sechs Emmy Awards nominiert und er erhielt weitere elf Award-Nominierungen über die American Cinema Editors. Dreimal konnte er dort die begehrte Trophäe gewinnen.

## Auszeichnungen
- 1974: Oscar-Nominierung in der Kategorie Bester Schnitt bei der Verleihung 1974 für Die Möwe Jonathan zusammen mit Frank P. Keller

## Filmografie (Auswahl)

### Kino
- 1973: Die Möwe Jonathan (Jonathan Livingston Seagull)

### Fernsehen
- 1969: Gomer Pyle: USMC (Fernsehserie, 1 Episode)
- 1971: The New Andy Griffith Show (Fernsehserie, 1 Episode)
- 1977–1981: Lou Grant (Fernsehserie, 16 Episoden)
- 1978: Am Anfang weint man (First, You Cry) (Fernsehfilm)
- 1980: A Cry for Love (Fernsehfilm)
- 1982–1983: Remington Steele (Fernsehserie, 4 Episoden)
- 1983: Intimate Agony (Fernsehfilm)
- 1984: Celebrity: Der Ruhm (Fernsehminiserie, 2 Episoden)
- 1984: Ellis Island (Fernsehminiserie)
- 1985: A Death in California (Fernsehminiserie, 2 Episoden)
- 1985: Kane & Abel (Fernsehminiserie, 1 Episode)
- 1986: Vital Signs (Fernsehfilm)
- 1986: Special Terminator CIA (Assassin) (Fernsehfilm)
- 1986: Rage of Angels: The Story Continues (Fernsehfilm)
- 1987: Das Recht zu sterben (Right to Die) (Fernsehfilm)
- 1988: 847 – Flug des Schreckens (The Taking of Flight 847: The Uli Derickson Story) (Fernsehfilm)
- 1988: David (Fernsehfilm)
- 1989: Den Träumen keine Chance (Dream Breakers) (Fernsehfilm)
- 1989: Single Women Married Men (Fernsehfilm)
- 1990: Blind Faith (Fernsehfilm)
- 1990: Heißes Erbe Las Vegas (Lucky Chances) (Fernsehminiserie)IMDb
- 1991: Babyswitch – Kind fremder Eltern (Switched at Birth) (Fernsehfilm)
- 1993: Queen (Fernsehminiserie)
- 1993: Die Ninja-Morde von Bel Air (Bloodlines: Murder in the Family) (Fernsehfilm)
- 1993: Message from Nam (Fernsehfilm)
- 1994: Models Inc. (Fernsehserie, 3 Episoden)
- 1995: Annie: A Royal Adventure! (Fernsehfilm)